# Funaria ludoviciae
Funaria ludoviciae är en bladmossart som beskrevs av Brotherus och Jean Édouard Gabriel Narcisse Paris 1911. Funaria ludoviciae ingår i släktet spåmossor, och familjen Funariaceae. Inga underarter finns listade i Catalogue of Life.